# Чиразијело (Беневенто)
Чиразијело је насеље у Италији у округу Беневенто, региону Кампанија.
Према процени из 2011. у насељу је живело 159 становника. Насеље се налази на надморској висини од 234 м.